# Mixcloud
Mixcloud ist ein britischer Online-Musikdienst, auf dem speziell – im Gegensatz zu SoundCloud – Mixe gestreamt werden. Angemeldete Nutzer können DJ-Sets, Podcasts und Hörfunk-Sendungen streamen, welche man sich auch unangemeldet online anhören kann. Es werden sowohl Formate von Star-DJs wie z. B. Robin Schulz als auch von Radio-DJs (z. B. Ben Liebrand) sowie auch von Amateuren gelistet. Aus rechtlichen Gründen werden die Mixe jedoch nicht zum Download angeboten; manche lizenzierten Mixe lassen sich auch nur exklusiv via bezahltem Subscribe-Abo des jeweiligen Kanals nutzen; diese können dann lediglich zum Offline-Hören in die zugehörige Mixcloud-App geladen werden.
Mixcloud wurde 2008 von den Cambridge-Studenten Nikhil Shah und Nico Perez als Start-up-Unternehmen gegründet. 2017 wurde ein Vertrag mit Warner Music Group geschlossen, 2018 investierte die US-Technologie-Holding WndrCo 11,5 Mio. Dollar für eine weltweite Expansion.